# Marc Hodler
Marc Hodler (Bern, 26 oktober 1918 – aldaar, 18 oktober 2006) was een Zwitsers advocaat, president van de internationale ski federatie (1951-1998) en sinds 1963 lid van het Internationaal Olympisch Comité (IOC).
In 1989 moest hij wegens een ongeluk zijn sportcarrière beëindigen. Van 1939 tot 1948 was hij coach van het Zwitserse skiteam.
Hodler is het bekendst van het omkopingsschandaal dat in 1998 aan het licht kwam over de Olympische Spelen van Salt Lake City in 2002.
Hij was van 1993 tot 1997 vicepresident van het IOC en nam vier termijnen zitting in het IOC Executive Board. Hodler stierf op een leeftijd van 87 jaar na een infarct in Zwitserland. Zijn begrafenis was op 31 oktober 2006 in de kathedraal van Bern.